# Chomsk (gmina)
Chomsk – dawna gmina wiejska istniejąca do 1939 roku w woj. poleskim (obecnie na Białorusi). Siedzibą władz gminy był Chomsk (1678 mieszk. w 1921 roku).
Początkowo gmina należała do powiatu kobryńskiego. 12 grudnia 1920 r. została przyłączona do nowo utworzonego powiatu drohickiego pod Zarządem Terenów Przyfrontowych i Etapowych. 19 lutego 1921 r. wraz z całym powiatem weszła w skład nowo utworzonego województwa poleskiego. 18 kwietnia 1928 roku do gminy przyłączono część zniesionej gminy Imienin oraz wieś Symonowicze z gminy Braszewicze.
Po wojnie obszar gminy Chomsk wszedł w struktury administracyjne Związku Radzieckiego.